# La casa del odio
La casa del odio é uma telenovela mexicana, produzida pela Televisa e exibida em 1960 pelo Telesistema Mexicano.

## Elenco
- Carmen Montejo
- Rafael Banquells
- Tony Carbajal
- Dalia Iñiguez
- Patricia Morán
- Rafael Llamas
- Eduardo Fajardo